# イギリス知的財産庁
イギリス知的財産庁またはイギリス知的財産権庁（英：The Intellectual Property Office、略称：UKIPO）は、イギリスにおいて知的財産を所管する政府機関である。「知的財産庁」は2007年4月2日から用いられている通称（operating name）で、正式名称は「特許庁」（英：The Patent Office、略称：UKPO）。本部庁舎をウェールズ南部のニューポートに置く。

## 概要
イギリスにおける特許制度の歴史は1449年にまで遡るが、イギリス特許庁は1852年に世界初の近代的特許法の成立とともに設立された。そして、1875年には、1839年設立の意匠登録所の職務が移管され、1876年には商標登録を行うようになった。
庁舎は長らくロンドンにあったが、1991年に現在地のニューポートに移転した。また、かつては貿易産業省（Department of Trade and Industry）の下部機関であったが、2007年6月にイノベーション・大学・職業技能省（Department for Innovation, Universities and Skills）の下部機関となった。さらに、2009年6月には、イノベーション・大学・職業技能省のビジネス・企業・規制改革省（Department for Business, Enterprise and Regulatory Reform）との統合に伴い、ビジネス・イノベーション・技能省（Department for Business, Innovation and Skills）の下部機関となっている。
現在はビジネス・エネルギー・産業戦略省の下部機関である。